# Coryphaenoides hextii
Coryphaenoides hextii är en fiskart som först beskrevs av Alcock, 1890.  Coryphaenoides hextii ingår i släktet Coryphaenoides och familjen skolästfiskar. Inga underarter finns listade i Catalogue of Life.